# Jatropha variifolia
Jatropha variifolia är en törelväxtart som beskrevs av Ferdinand Albin Pax. Jatropha variifolia ingår i släktet Jatropha och familjen törelväxter. Inga underarter finns listade i Catalogue of Life.

## Bildgalleri

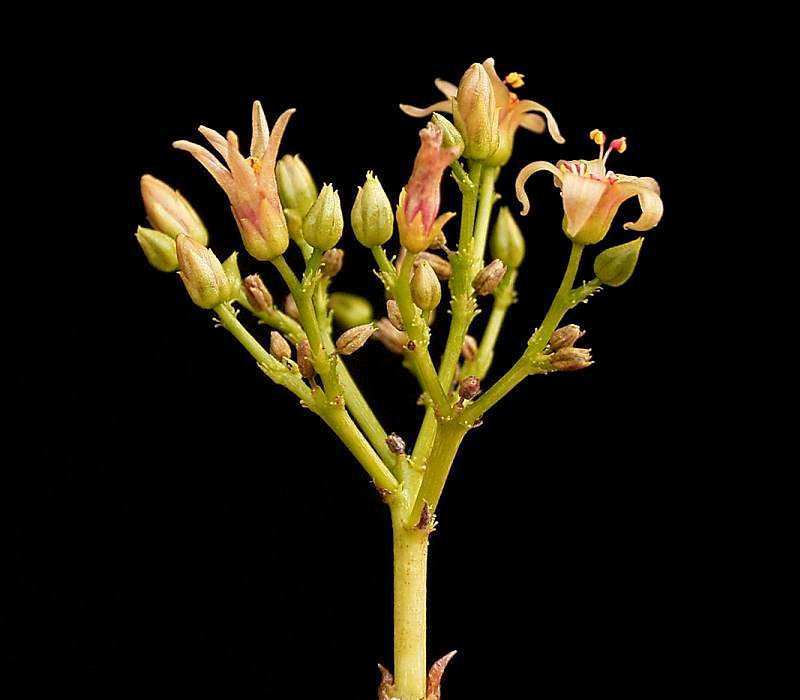
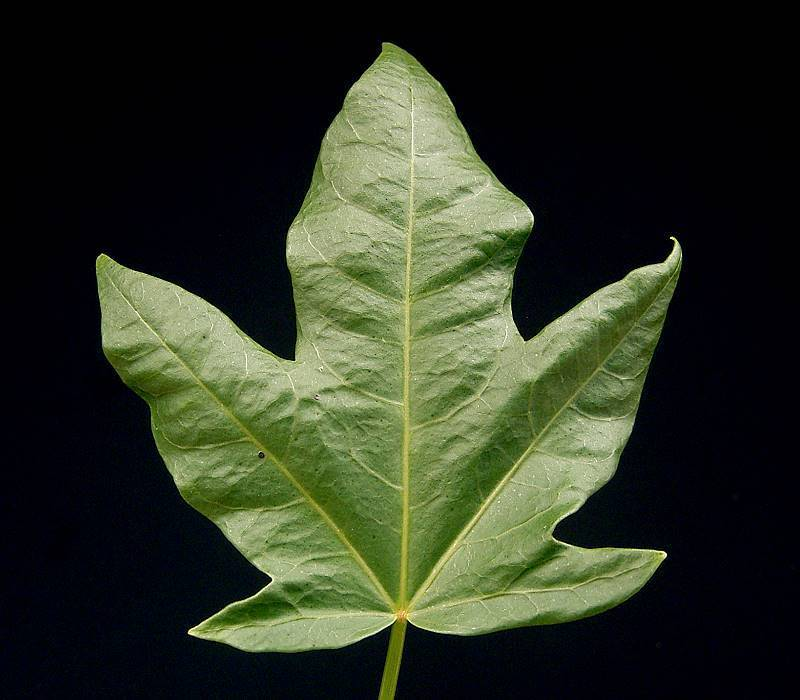
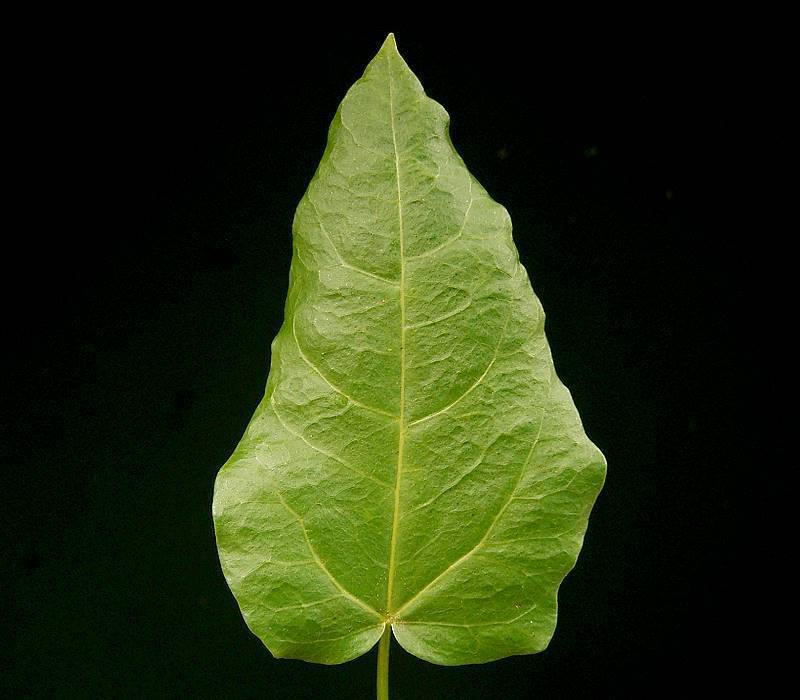
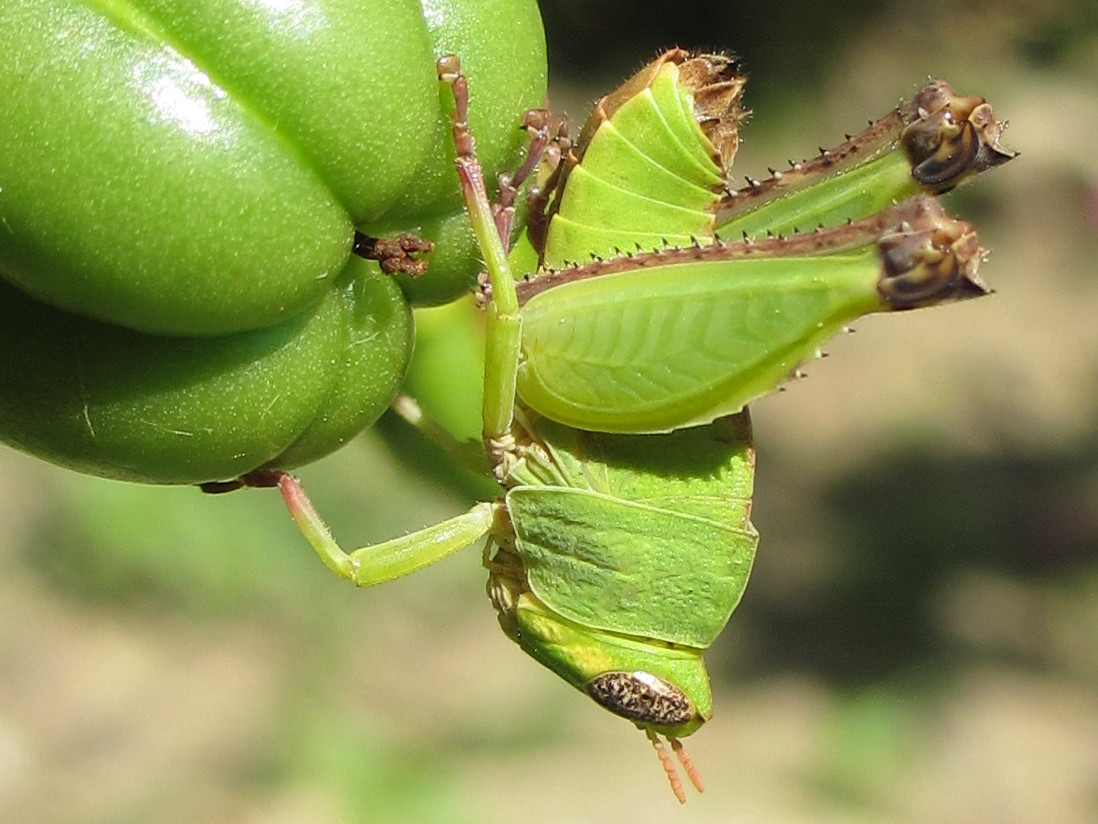
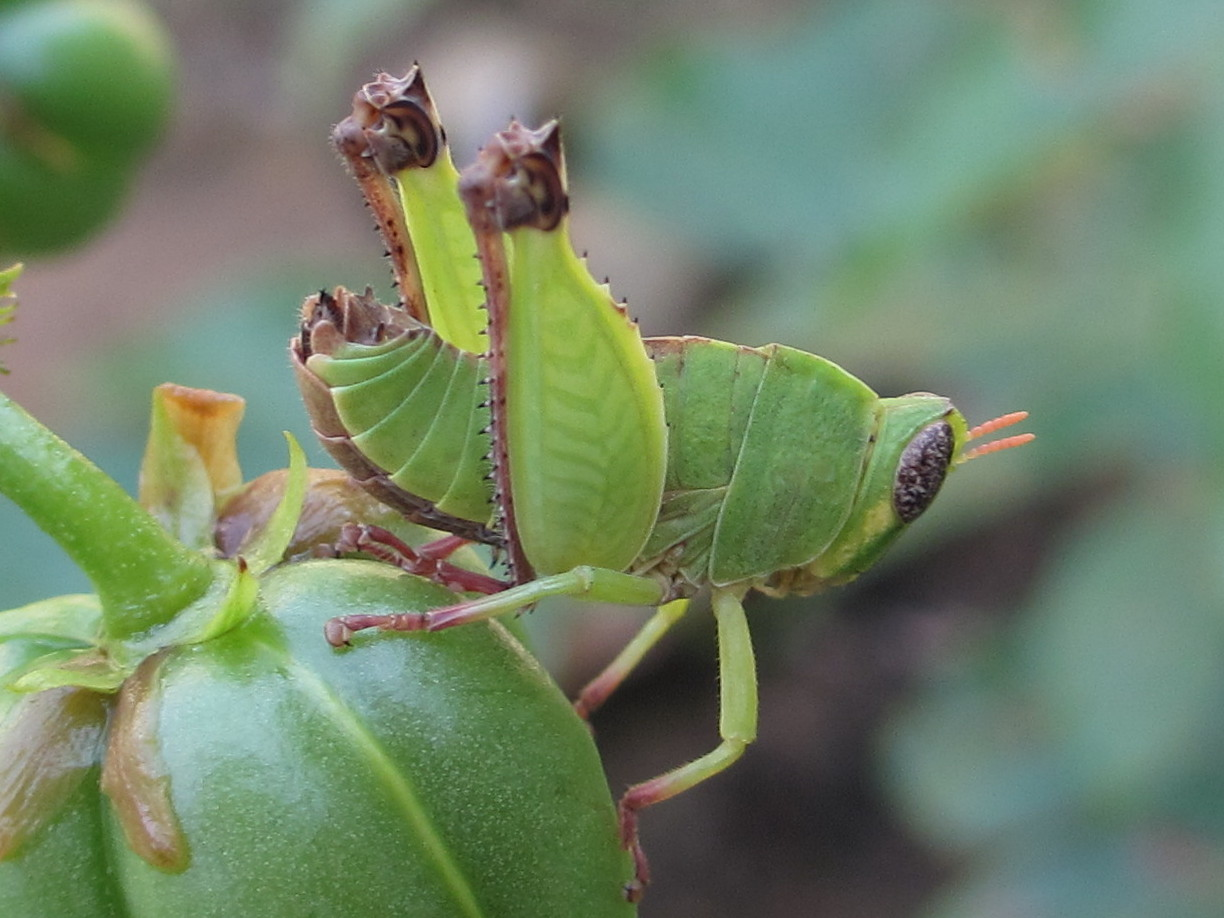
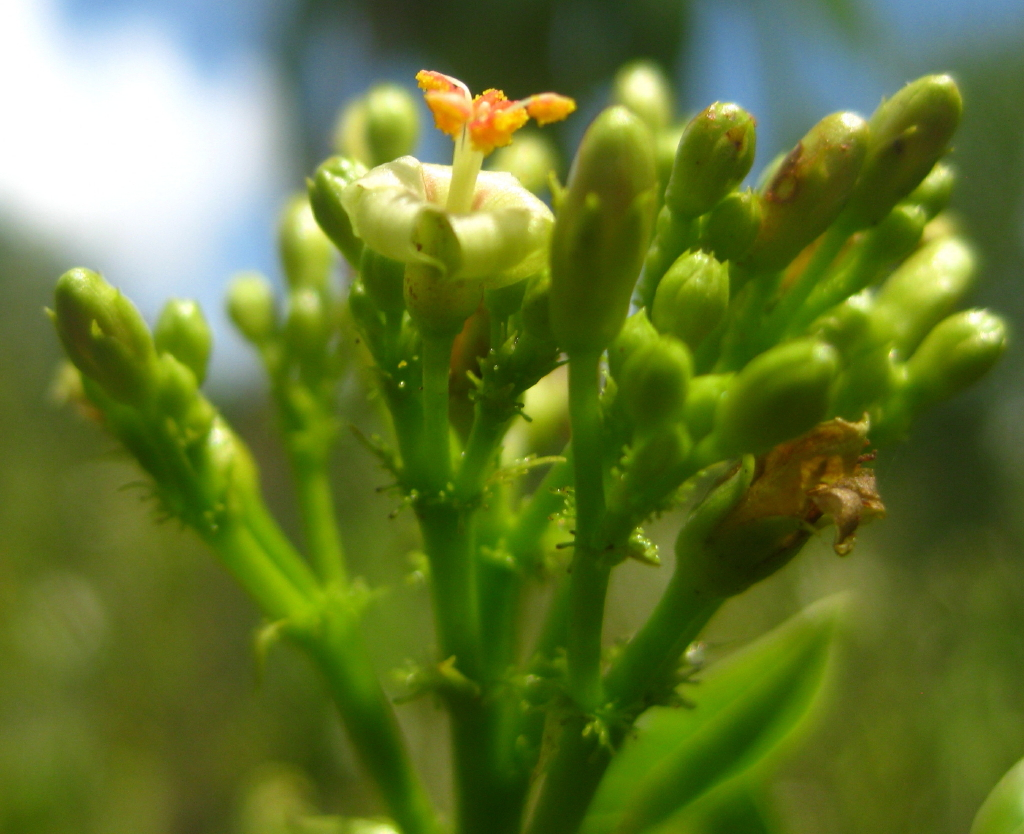